# Fiat Coupé
La Fiat Coupé — officiellement "Coupé Fiat" code VIN : ZFA175 — est une voiture de sport fabriquée par le constructeur automobile italien Fiat entre 1993 et 2000.
A son lancement, elle est proposée avec un unique moteur, le 4-cylindres 2,0L "Lampredi", décliné dans une variante atmosphérique de 142ch et dans la version turbo de 195ch qui a fait la réputation de la Lancia Delta HF Turbo Integrale.
Lors de son restylage de 1996, elle adopte deux blocs motopropulseurs de la nouvelle série "Pratola Serra" : un 5-cylindres 2,0L 20 soupapes, remplaçant le précédent 4-cylindres avec également une variante atmosphérique (147ch, puis 154ch) et une turbo (220ch), et un 4-cylindres 1.8L 16 soupapes de 130ch qui complète l'offre en entrée de gamme.

## Histoire
Le géant de Turin n'avait pas créé de vraie remplaçante à la fameuse Fiat 124 Coupé après son arrêt de production en 1975. Et bien qu'il n'était pas resté absent du secteur des voitures sportives, avec notamment le modèle Fiat 131 Abarth engagé en rallye dans le Groupe 4, il n'avait pas l'intention de perpétuer les coupés dans sa gamme.
Mais dans les années 90, Pininfarina perd la fabrication de la Cadillac Allanté, un cabriolet américain pour lequel il avait bâti une nouvelle usine destinée à sa production, et qui subira un échec commercial poussant General Motors à cesser sa collaboration avec le carrossier italien. Soucieux de limiter les frais et de sauver la situation de son site de production, il propose à Fiat de lui dessiner un coupé sportif, basé sur la plateforme modulaire de la Tipo, dont il assurera la fabrication.
De son côté, le constructeur turinois a entamé un redressement de sa situation économique et commerciale. Il voit d'un très bon œil l'intégration dans sa gamme d'un véhicule sportif comme symbole de cette réussite et accueille donc la proposition de Pininfarina avec enthousiasme.
Un accord est donc trouvé entre les deux parties. Pininfarina imaginait dessiner les traits de ce nouveau coupé, mais n'avait pas compté sur le fait qu'il serait mis en concurrence avec le Centro Stile interne de Fiat. Au sein de ce dernier, le directeur du design, Ermanno Cressoni, décide de tout mettre en œuvre pour rompre cette routine dans laquelle les maquettes de Pininfarina attirent toujours la préférence de la direction, et enjoint à son jeune designer américain, Chris Bangle, de trouver la proposition qui saura faire le plus d'ombre aux talents du carrossier. Ainsi, à l'inverse de Pininfarina qui fera une proposition conventionnelle, celui-ci prend le parti de l'originalité et de l'audace, et propose des dessins à contre-pied de son concurrent externe.
Et même si l'américain les trouvera laids avec le recul, ils attirent les faveurs de Roberto Testore, patron de Fiat, qui donne son aval pour ce projet : c'est celui qui répond au mieux, selon lui, à une volonté de souligner le renouveau de la marque italienne.
Pininfarina obtient néanmoins le design de l'intérieur et se voit confier la production du coupé, comme prévu dans l'accord avec Fiat.
Le Fiat Coupé est ainsi présenté en 1993 avec une ligne jugée très originale par la presse spécialisée et un rapport prix/plaisir de conduire qualifié d'excellent.

### La ligne osée

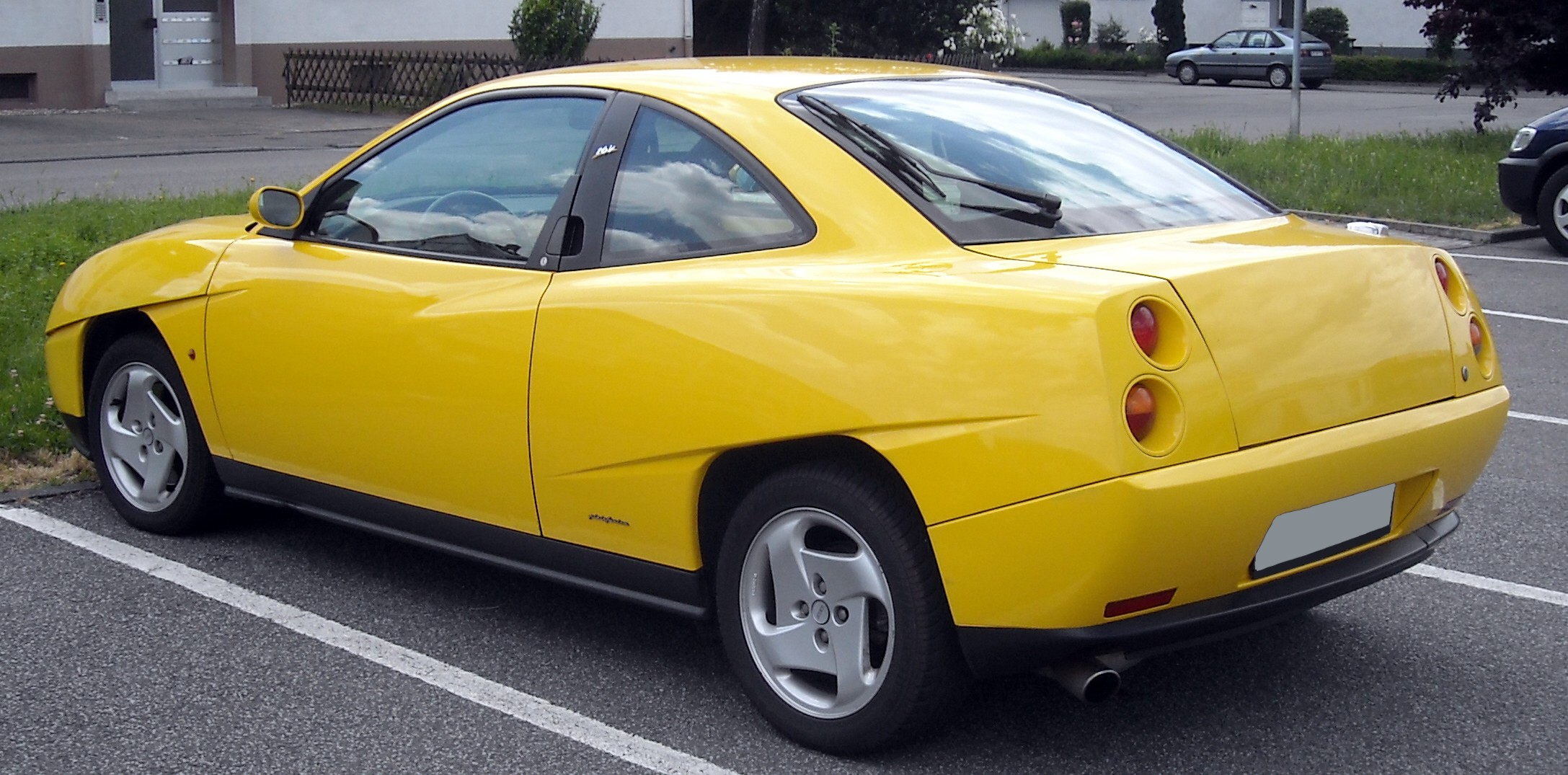
Fiat coupé, arrière gauche

La ligne de la voiture a été dessinée par Chris Bangle (qui rejoindra ensuite BMW de 1992 à 2009), puisant son inspiration de la Fiat 128 Sport Coupé. Pininfarina, bien que n'ayant pas été retenu pour le design extérieur, est chargé du dessin de la planche de bord ainsi que de la production.
Le résultat sera unanimement jugé osé par toute la presse internationale lors de sa présentation. Mais c'est justement son originalité qui offrira un caractère particulier et innovant au Coupé Fiat. De très nombreux détails de carrosserie ont été travaillés avec beaucoup de soin comme les arches de roues dotées d'une saignée, la trappe à essence à l'ancienne - comme sur les Ferrari GTO - et les petits doubles feux ronds qui rappellent immanquablement les bolides Ferrari. Le Coupé Fiat est remarqué par les observateurs, qui saluent sa sportivité.
Pour la partie intérieure, Pininfarina va également faire preuve d'originalité avec une planche de bord dont le bandeau central, qui parcourt toute la planche en largeur, entourant notamment les compteurs, est en acier peint de la couleur de la carrosserie.

### La base mécanique

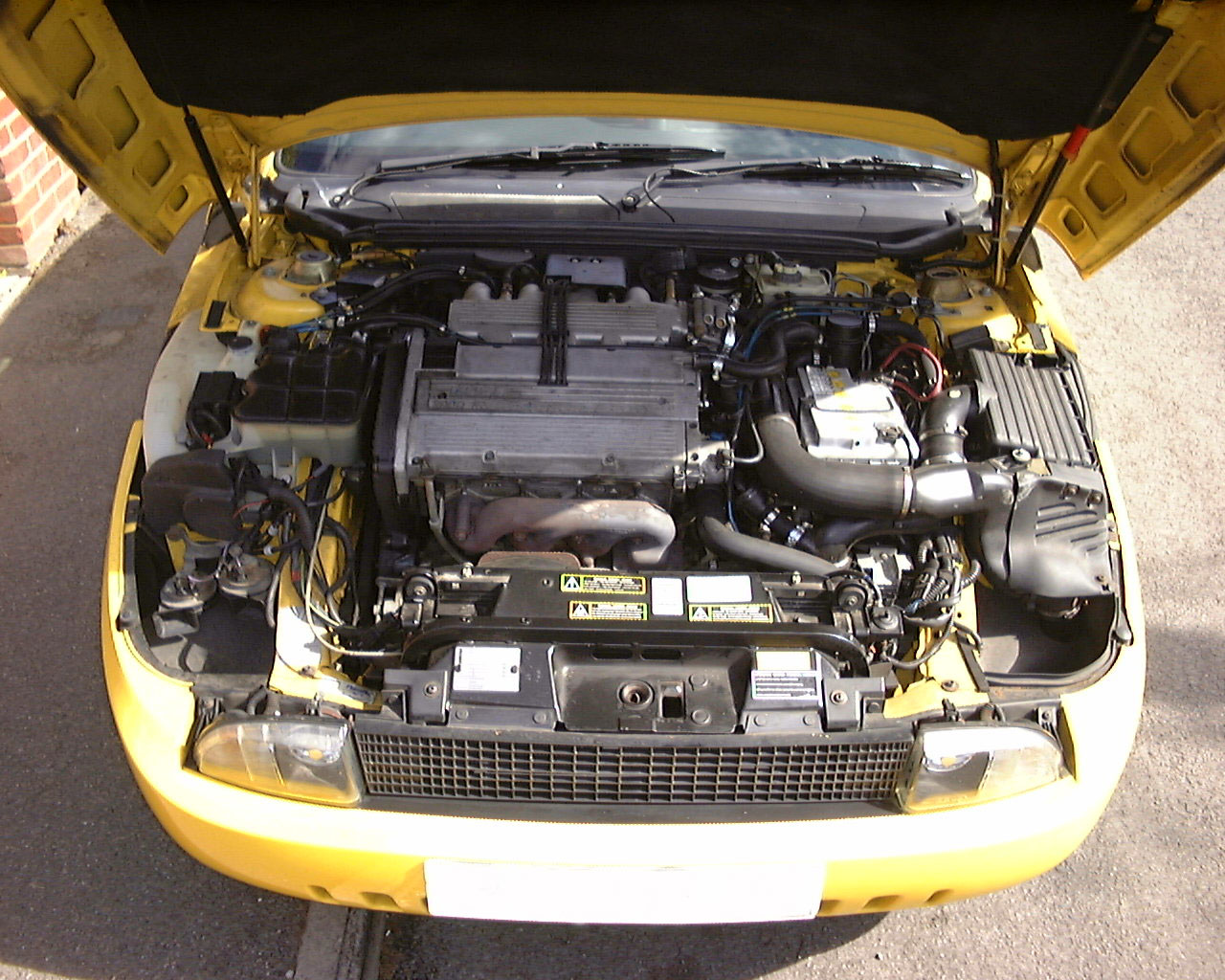
Un moteur du Fiat Coupé

La plate-forme de la Fiat Tipo servira de base au nouveau modèle. Ce choix entre dans la logique de rationalisation de la banque d'organes Fiat, ce châssis étant modulable et prévu pour constituer les fondations de tous les véhicules des segments C et D du groupe. Les Fiat Tempra, Lancia Delta et Dedra, ainsi que l'Alfa Romeo 155 l'utilisent déjà, les Alfa Romeo 145, 146 et GTV suivront ensuite.
Bâtir un coupé sportif en partant de la base d'une berline compacte a été un défi que les ingénieurs et designers italiens ont eu cœur à relever. Les voies ont été élargies au moyen de suspensions Mc.Pherson à l'avant et de bras oscillants à l'arrière. La plateforme de la Tipo, offrant déjà un comportement très sain, devient encore plus efficace et le comportement routier du Coupé est salué par les essayeurs de la presse spécialisée.
L'empattement long permet, en outre, d'offrir une bonne habitabilité.
Côté mécanique, c'est toujours dans la vaste banque d'organes du groupe Fiat que les ingénieurs vont pouvoir trouver leur meilleur élément : le moteur 2.0 16V qui équipe déjà les Tipo sportives. C'est le moteur Fiat/Lancia "Lampredi" dérivé du modèle qui équipe en rallye les Lancia Delta Integrale. La version la plus puissante reçoit un turbo qui porte la puissance à 195 ch DIN.
La gamme débute en 1994 avec deux motorisations 2.0 16V, l'un atmosphérique développant 142 ch et le 2.0 16V Turbo de 195 ch. C'est la version suralimentée qui attirera le plus l'attention, de la presse spécialisée d'une part, qui souligne ses performances, et de la clientèle d'autre part, qui remarque les possibilités d'évolution à moindre frais du moteur turbo-compressé.
Le Coupé Fiat est doté de série d'un équipement très complet et est proposé à un tarif plutôt attractif.

### Les évolutions
Pour le millésime 1997, le Coupé Fiat est commercialisé avec de nouveaux moteurs de la gamme Fiat. Il dispose ainsi d'une gamme homogène et complète. 
Les deux moteurs d'origine sont remplacés par trois moteurs différents :
- 1.8 16V, identique à celui de la Fiat Barchetta qui sera la motorisation d'entrée de gamme avec 130 ch,
- 2.0 20V, moteur à 5 cylindres des Fiat Bravo/Brava qui développe 147 ch, porté à 154 ch en 1998,
- 2.0 20V, 5 cylindres turbo de 220 ch. Cette dernière motorisation fera du Coupé Fiat la voiture la plus rapide de l'histoire de la marque avec une accélération de 0 à 100 km/h en 6,5 s pour une vitesse de pointe sur circuit de 250 km/h.

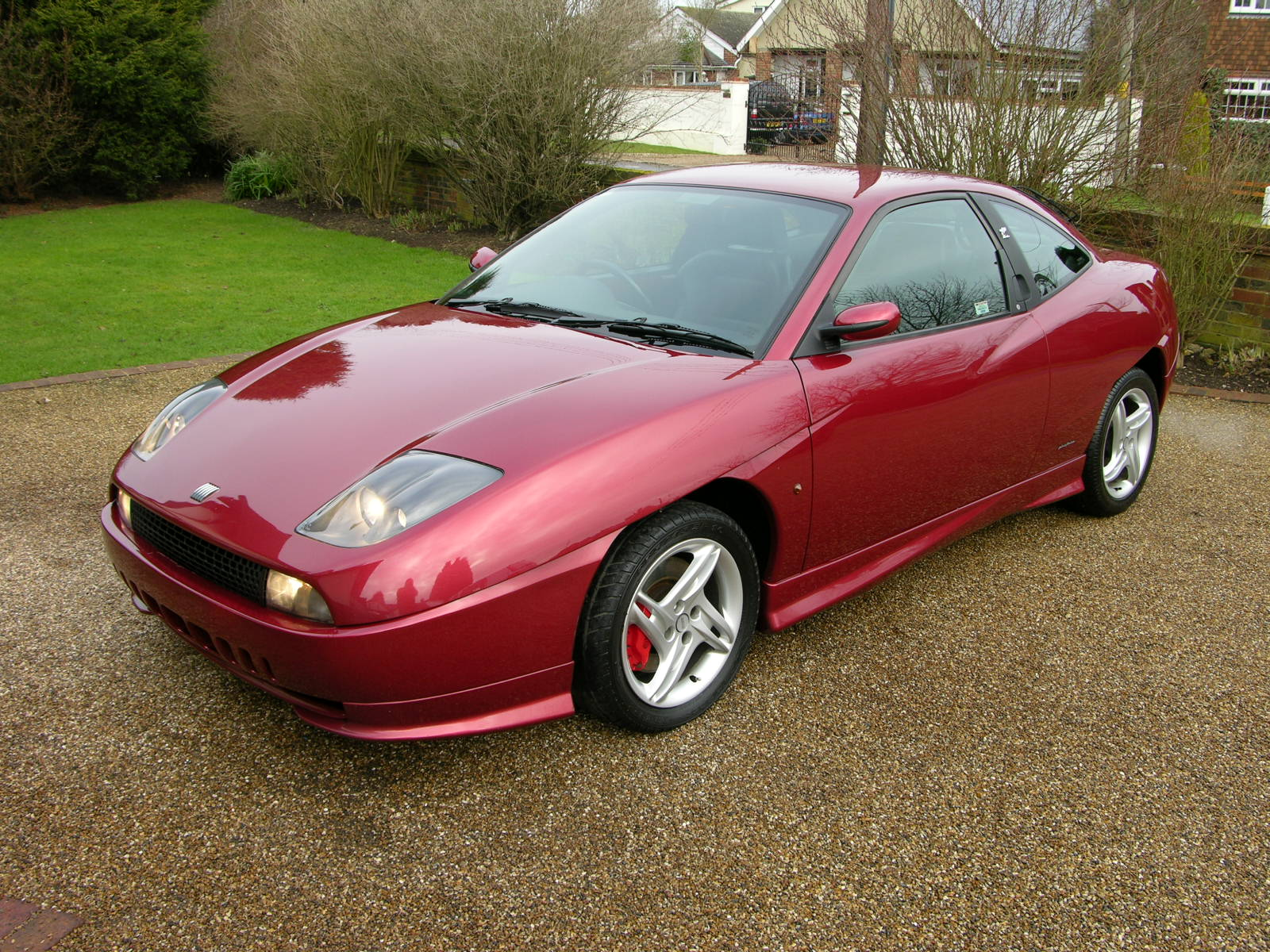
Fiat Coupé 20V Turbo

Le Coupé Fiat 2.0 20V Turbo est alors unanimement consacré par la presse de l'époque pour ses performances et le plaisir de conduite procuré, surtout ramené à son prix de vente d'alors inférieur à 30 000 € (avec même le cuir de série). 
En 1999 et 2000, sont commercialisées les éditions limitées Limited Edition (dénommée "EL" en France) puis Turbo Plus, toutes deux dotées de freins ventilés plus puissants avec des étriers Brembo rouges, d'une barre anti-rapprochement Sparco, d'une boîte six vitesses, d'un kit carrosserie (spoilers avant et latéraux, grille de calandre et jantes spécifiques). Elles comprennent également un bouton pour démarrer le moteur et des sièges en cuir Recaro offrant un meilleur maintien que ceux des versions classiques. La version "EL" dispose par ailleurs d'une plaque numérotée sur la boite à gants, absente sur la version Turbo Plus.

### La fin de carrière
La production aura été assurée depuis la fin d'année 1993 par Pininfarina et cessera en milieu d'année 2000. Les ventes représentent un volume considérable, mais leurs chiffres symbolisent davantage un succès d'estime qu'un succès populaire massif, malgré les nombreuses qualités reconnues par les spécialistes et observateurs. 
Ainsi, les 72 000 exemplaires produits sont moins nombreux que les 97 500 Volkswagen Corrado ou les 238 600 Opel Calibra. Le tarif, bien que très abordable pour la catégorie, sera perçu comme quelque peu élevé pour un véhicule Fiat. 
Le constructeur de Turin n'assurera pas la descendance de ce modèle, au grand dam de ses admirateurs, conformément à la stratégie de Paolo Cantarella dans laquelle Fiat constituera une marque généraliste et populaire, laissant la sportivité à Alfa Romeo.  Il faudra attendre l'année 2015 pour qu'un nouveau modèle sportif apparaisse dans la gamme, avec le cabriolet Fiat 124 Spider.

## Lieu et chiffres de production
La Fiat Coupé est produite par Pininfarina, dans son usine de San Giorgio Canavese, au nord de Turin, Italie.
| Année | Nombre d’exemplaires |
| 1993  | 119                  |
| 1994  | 17 619               |
| 1995  | 13 732               |
| 1996  | 11 273               |
| 1997  | 12 288               |
| 1998  | 9 042                |
| 1999  | 6 332                |
| 2000  | 2 357                |
| TOTAL | 72 762               |

## Motorisations
| Modèle              | Années    | Moteur | Cylindrée | Puissance Ch. CEE  | Couple                 | Accélération 0–100 km/h, s | Vitesse maxi |
| ------------------- | --------- | ------ | --------- | ------------------ | ---------------------- | -------------------------- | ------------ |
| 1.8 16V             | 1996-2000 | L4     | 1 747 cm3 | 130 à 6 300 tr/min | 164 N m à 4 300 tr/min | 9,2                        | 205 km/h     |
| 2.0 16V             | 1994-1996 | L4     | 1 995 cm3 | 139 à 6 000 tr/min | 180 N m à 4 500 tr/min | 9,2                        | 208 km/h     |
| 2.0 20V             | 1996-1998 | L5     | 1 998 cm3 | 147 à 6 100 tr/min | 186 N m à 4 500 tr/min | 8,9                        | 212 km/h     |
| 2.0 20V             | 1998-2000 | L5     | 1 998 cm3 | 154 à 6 700 tr/min | 186 N m à 3 750 tr/min | 8,4                        | 215 km/h     |
| 2.0 16V Turbo (T16) | 1994-1997 | L4     | 1 995 cm3 | 190 à 5 500 tr/min | 290 N m à 3 400 tr/min | 7,5                        | 250 km/h     |
| 2.0 20V Turbo (T20) | 1996-2000 | L5     | 1 998 cm3 | 220 à 5 750 tr/min | 310 N m à 2 500 tr/min | 6,5                        | 250 km/h     |